# Пшеничне перевесло (гурт)
«Пшеничне перевесло» — вокальний гурт, зорганізований 2011 року в Тернополі.

## Про гурт
Гурт бере участь у різних загальноміських заходах, у тематичних вечорах (зокрема, обласної бібліотеки для юнацтва, у Різдвяному дійстві в редакції газети «Вільне життя плюс»), у різних фестивалях, як-от: «Галицька дефіляда», «Фольк-фест у Тернополі» (2015), Всеукраїнське свято колядок і щедрівок в Острозі (Рівненська область}, «Українська весна» (Познань, травень 2016), фестиваль кіно та пісні «Миколайчук-фест» (Чернівецька область, червень 2016), «Забави у княжому місті» (м. Теребовля, липень 2016), «Дзвони Лемківщини» (м. Монастириська, серпень 2016), «Коза-фест» (смт Козова, серпень 2017). У вересні 2018 року гурт «Пшеничне перевесло» представляв українську пісню на фестивалях «Dünya Kardeşlik Festivali» (укр. «Світ братерства») та «Yöreler Renkler Festivali» укр. («Барви районів»)у Туреччині. Колектив у червні 2020 р. став учасником VII Міжнародного онлайн-фестивалю-конкурсу «Берегиня» у Словенії. У вересні 2020 року виборов перше місце в номінації «Пісенний патріотизм» на Всеукраїнському фестивалі-конкурсі традиційної культури Черкаського краю «Живі мелодії села».
Виступає в різних населених пунктах Тернопільської області, зокрема, 18 серпня 2016 р. в обласному центрі відбувся концерт «Іду до пісні, як на сповідь» заслуженого артиста естрадного мистецтва України Мар'яна Пуляка (Сумська область) та гурту «Пшеничне перевесло». 27 листопада 2016 року гурт взяв участь у популярній музичній програмі «Фольк-music» на телеканалі Перший UA, 8 січня 2018 року та 8 січня 2019 року виступив разом з Муніципальним Галицьким камерним оркестром у концерті «Для тих, хто в дорозі». «Пшеничне перевесло» творило музичний супровід і двох імпрез, що відбулися в Тернопільському обласному краєзнавчому музеї: «Манливі чари минулого» до 130-річчя першої крайової етнографічної виставки в Тернополі та Різдвяної містерії «Луна музеєм коляда».
Учасники гурту виконують сольні номери, тріо, квартети.
Про «Пшеничне перевесло» розповіла програма обласного державного радіо «Акорд» у грудні 2012 року. У вересні 2014-го ТТБ (обласне державне телебачення) присвятило гурту випуск передачі «Скарби роду». На цьому ж телеканалі за участю «Пшеничного перевесла» вийшли дві програми «Ранок з ТТБ» (9 січня 2015 та 15 квітня 2016). Гурт брав також участь у програмах TV-4 — «Межа правди» (грудень 2018 р.) та «Солодка мандрівка» (лютий 2019 р.).

## Склад гурту

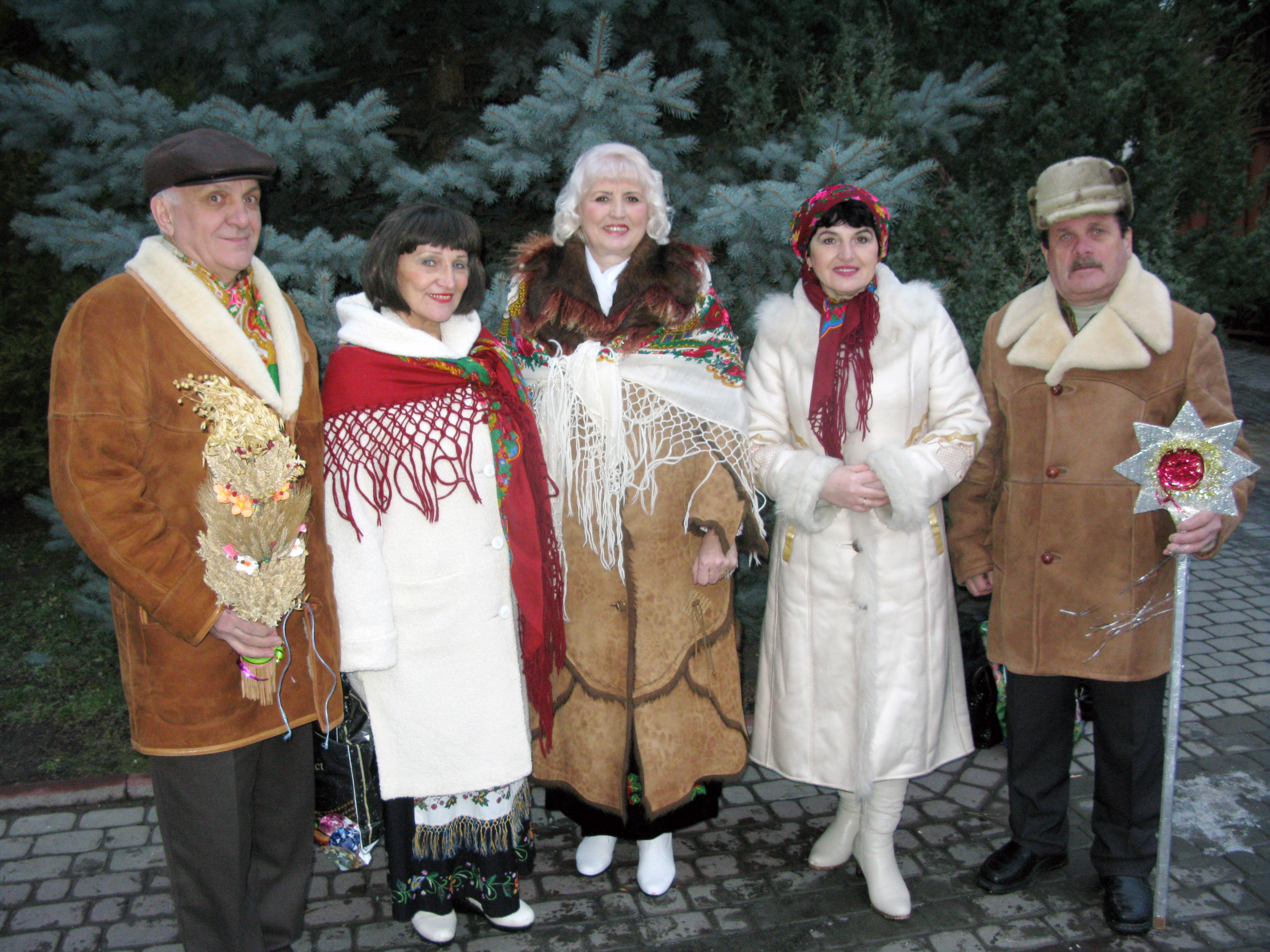
Гурт «Пшеничне перевесло», 2013 рік
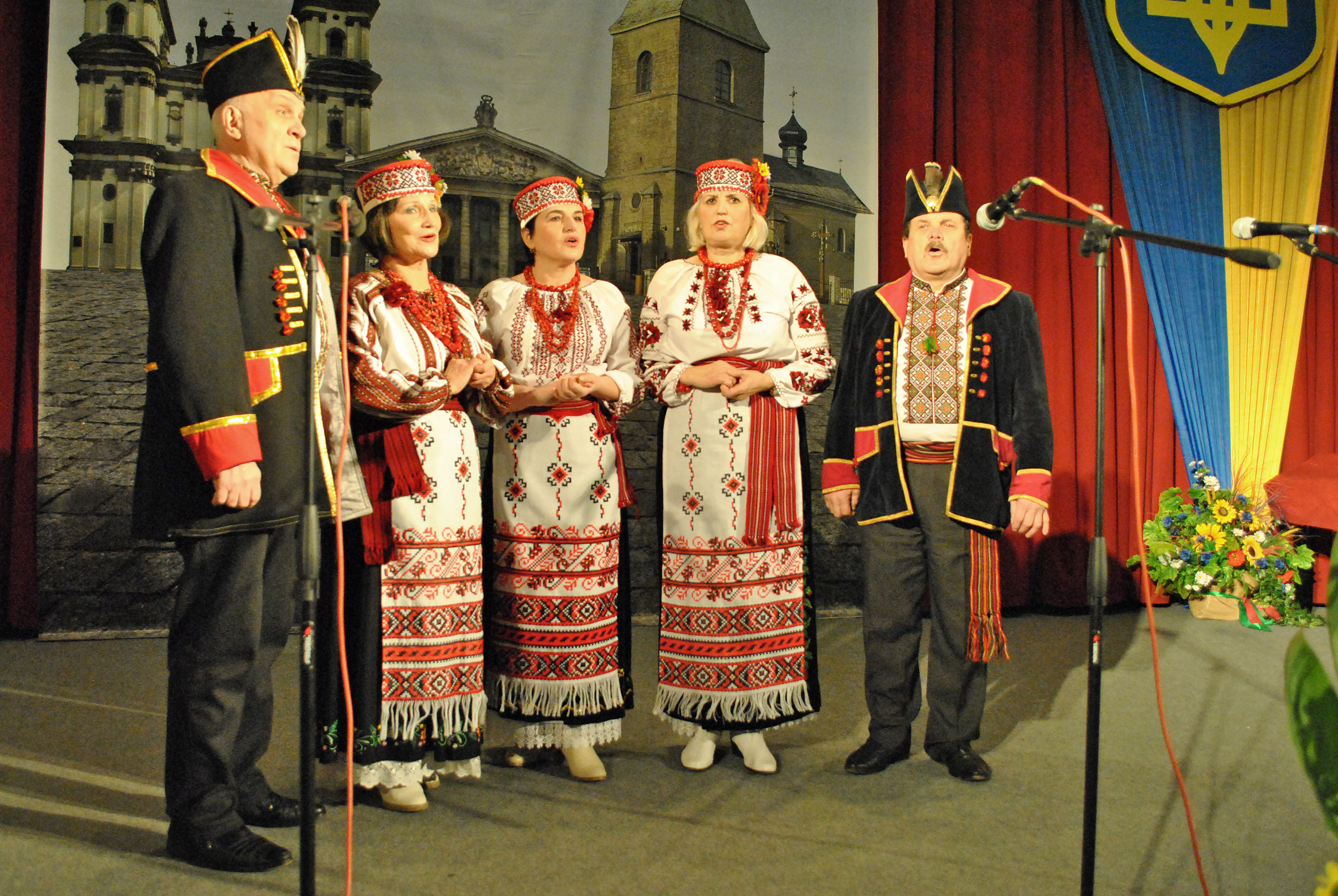
Гурт «Пшеничне перевесло», 2014 рік
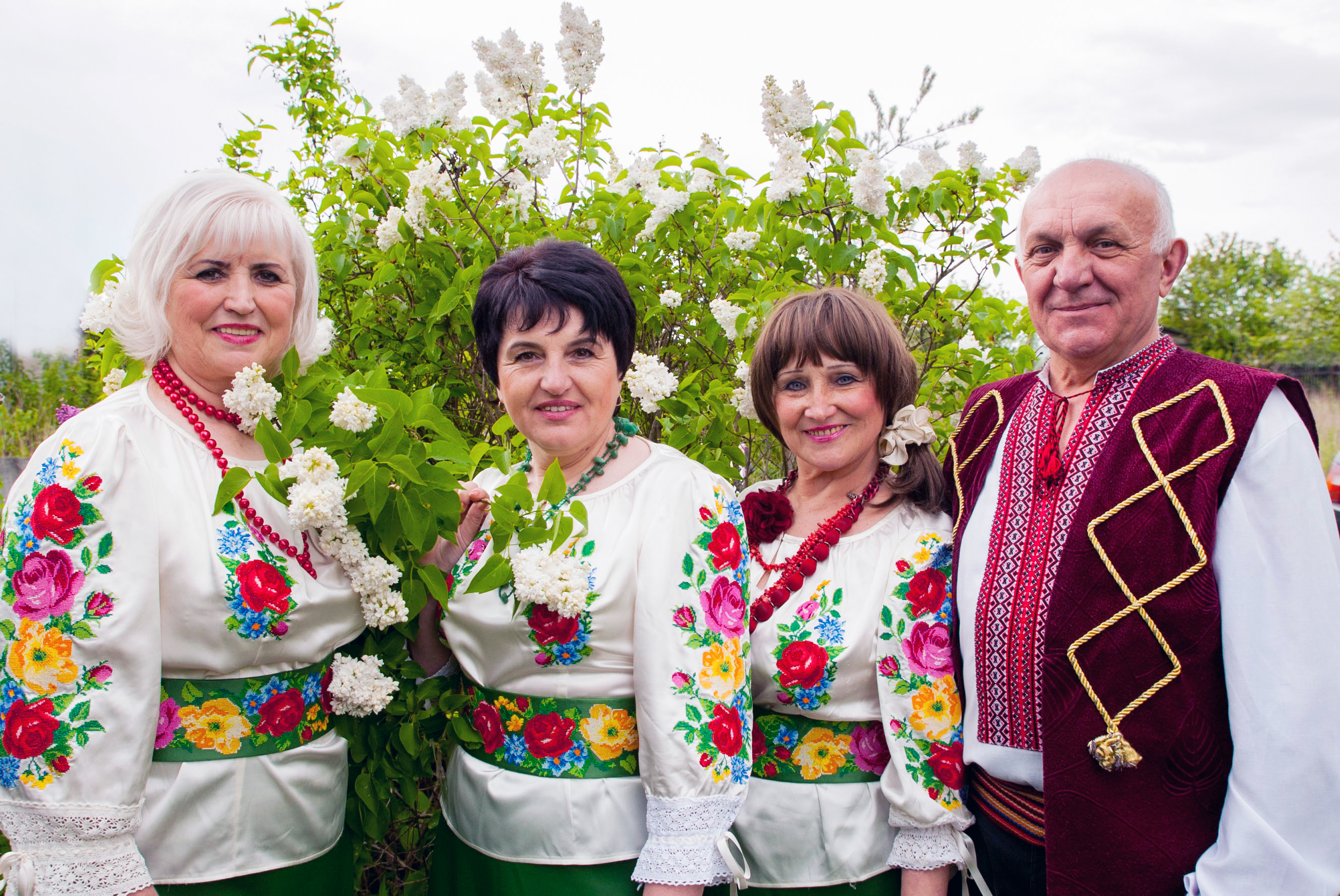
Гурт «Пшеничне перевесло», 2016 рік
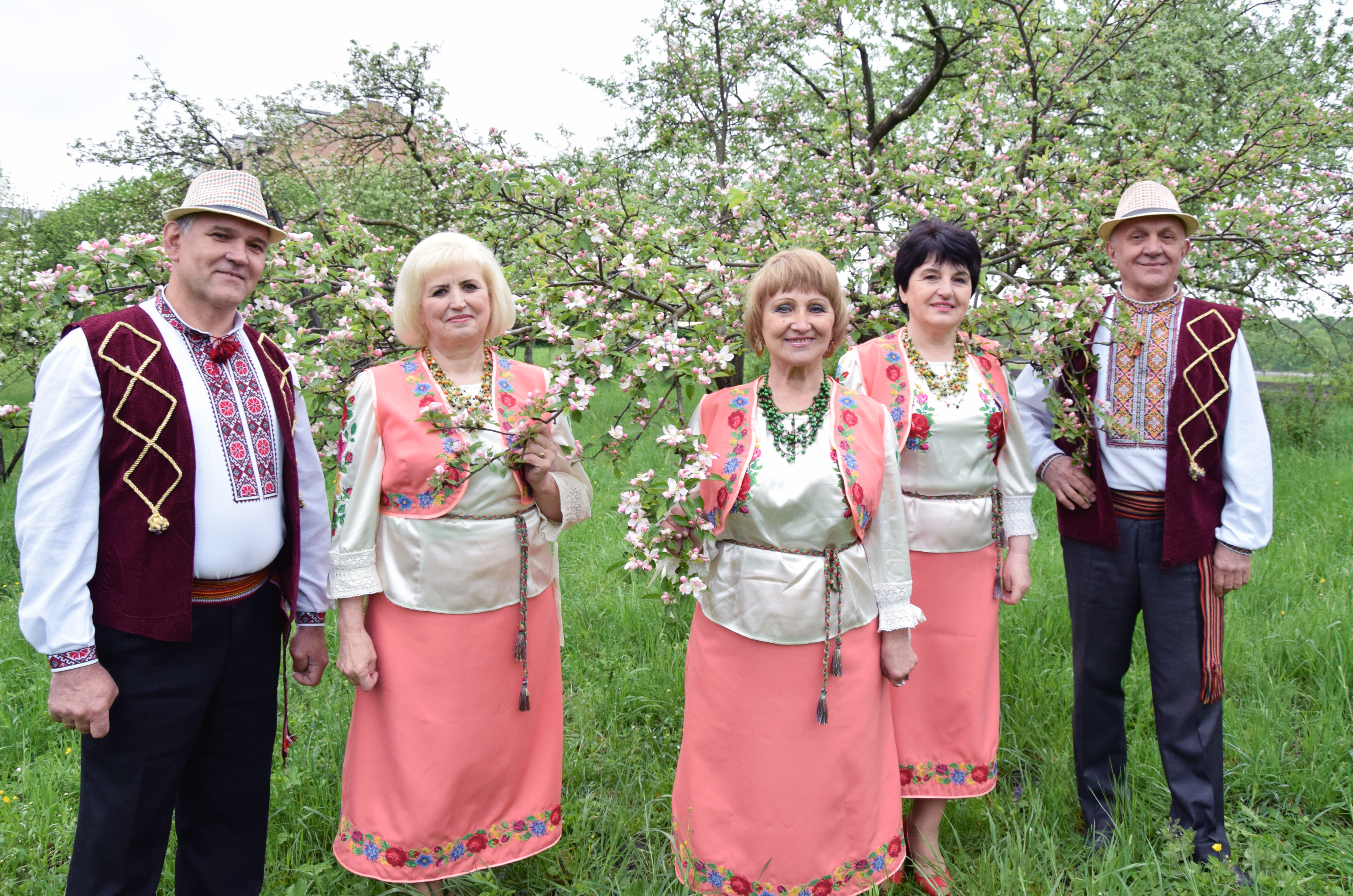
Гурт «Пшеничне перевесло», 2017 рік
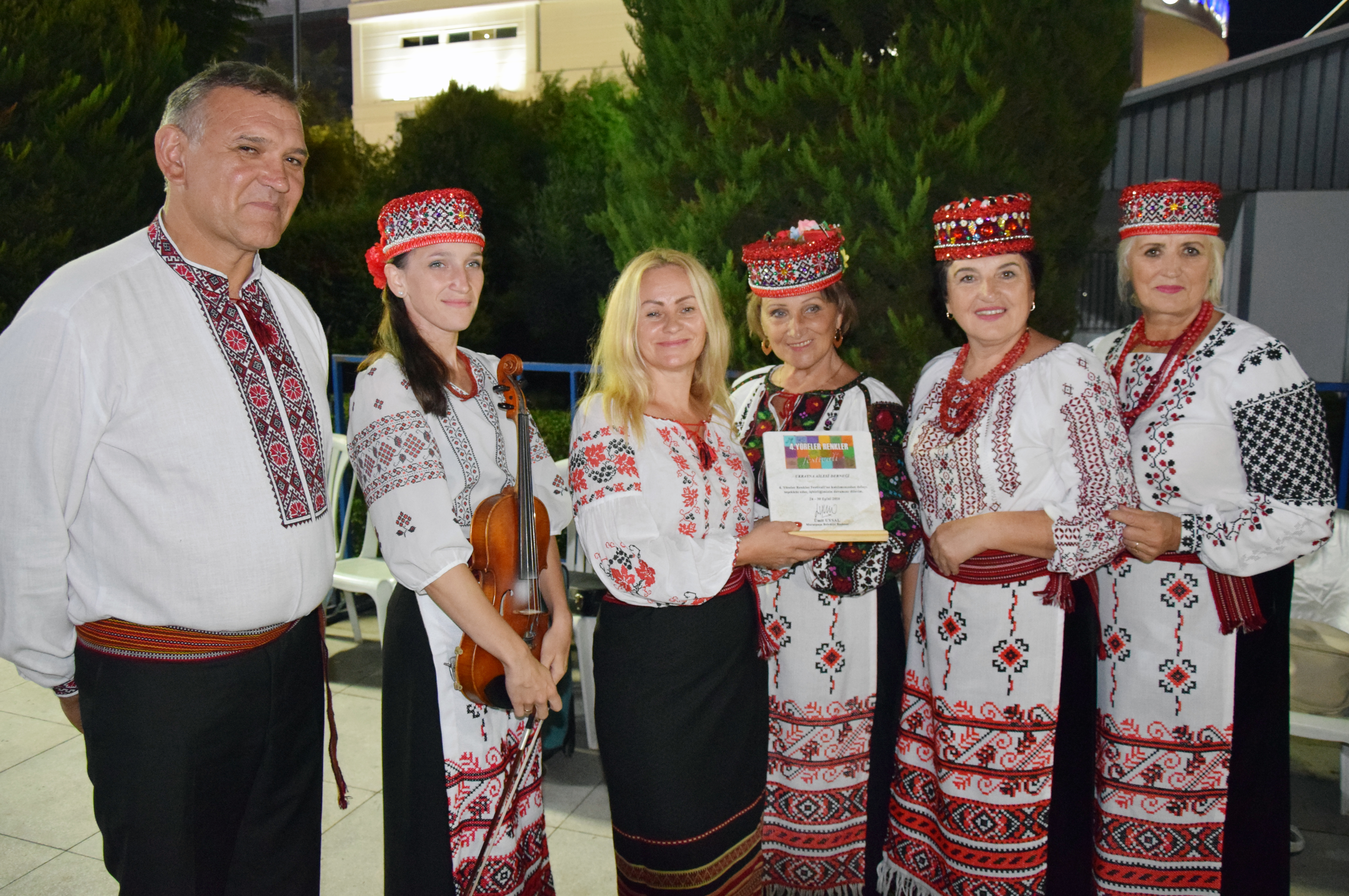
Гурт «Пшеничне перевесло» з головою громади українців Анталії «Українська родина» Вітою Михайловою під час фестивалю «Yöreler Renkler Festivali» («Барви районів») у Туреччині, 2018 рік
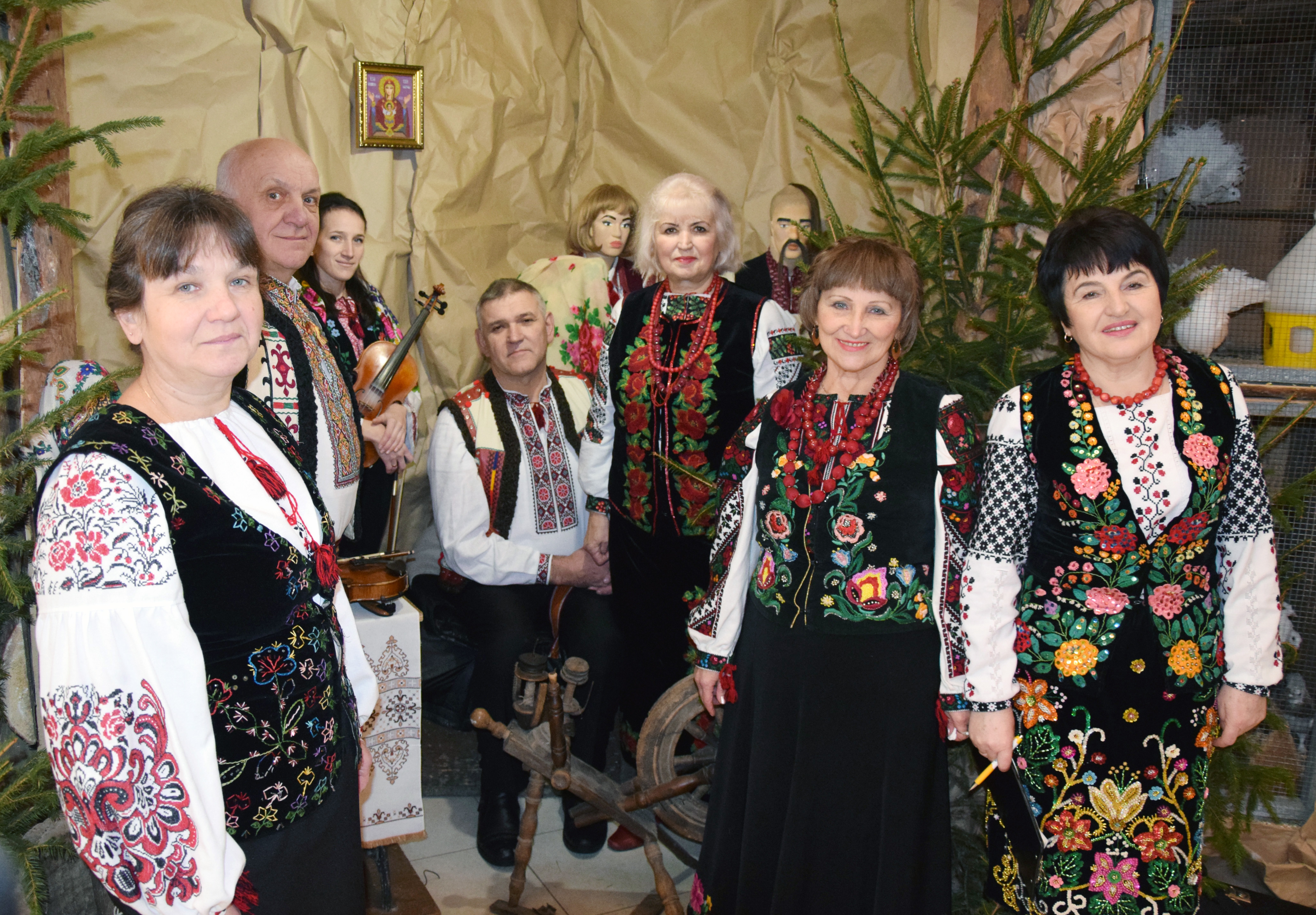
Гурт «Пшеничне перевесло», 2019 рік
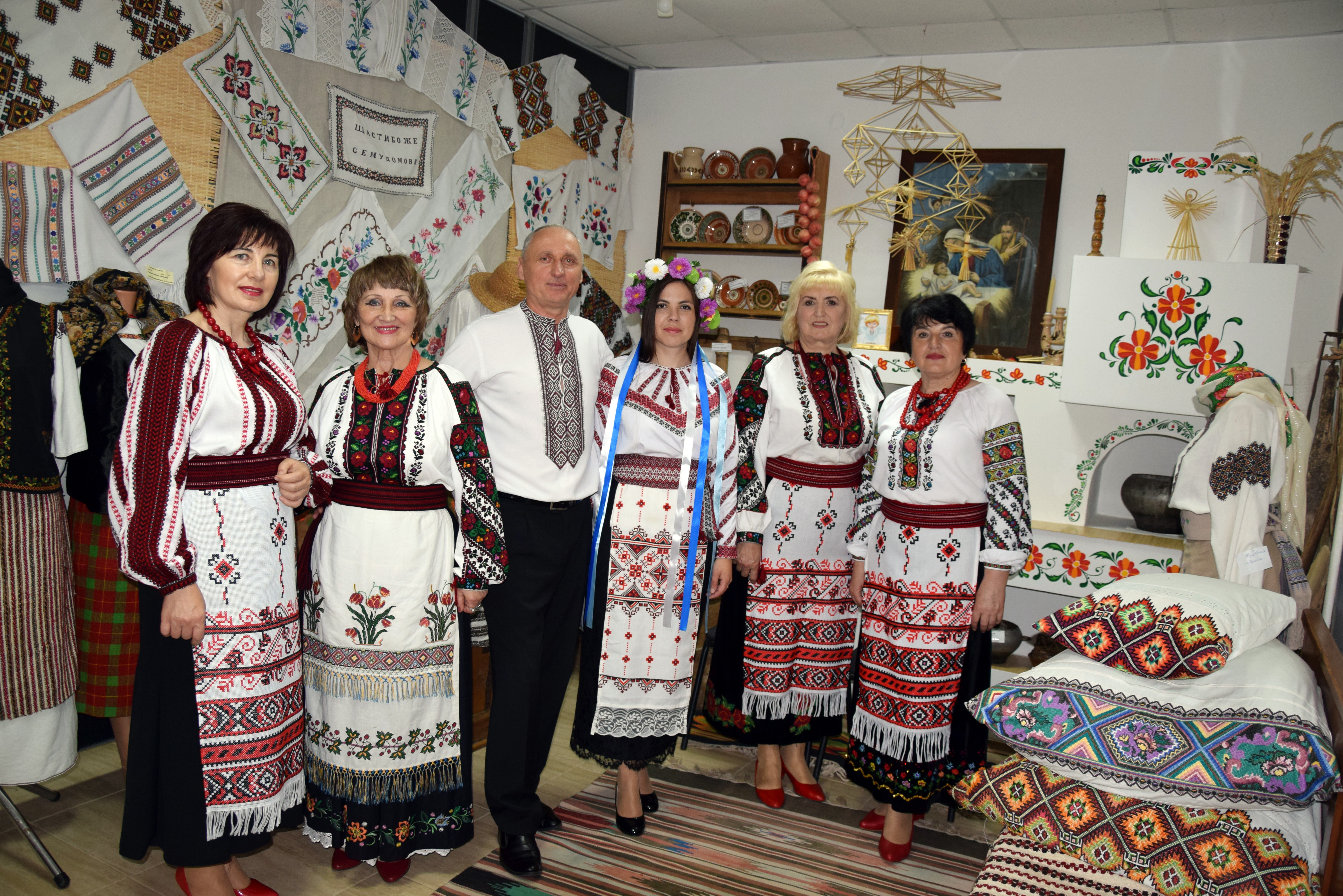
Гурт «Пшеничне перевесло», 2020 рік
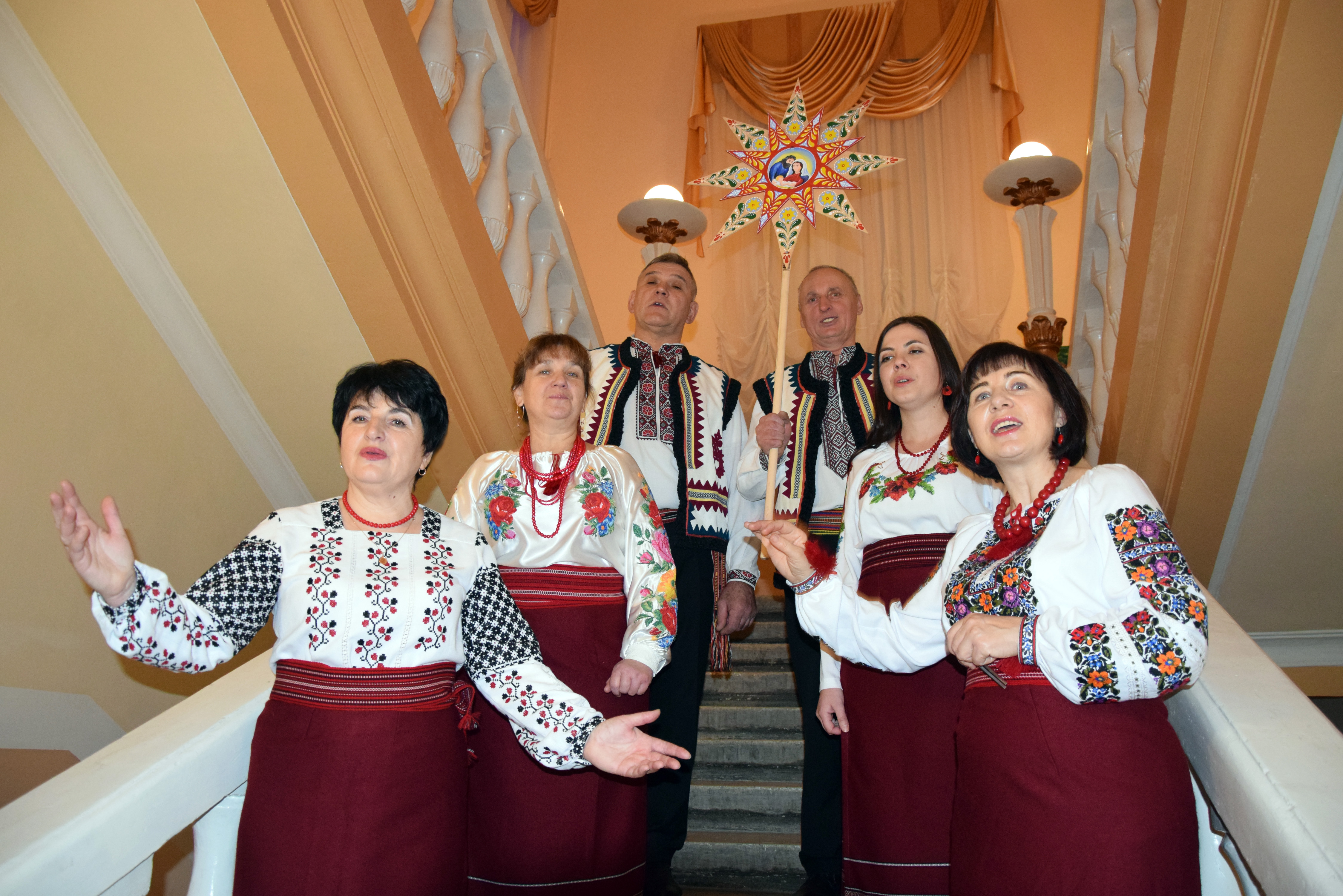
Гурт «Пшеничне перевесло» 2021 рік

Нині в колективі виступають Галина Шот (керівниця гурту), Ольга Коневич, Ігор Рибка, Ніна Івахів, Мар'яна Шаршонь, Марія Яковенко, Василь Яковенко, Катерина Петрушенко.
Раніше учасниками гурту були також Іван Нищий, Людмила Червінська, Євгенія Семчишин, Степан Грабець.

## Доробок
Гурт зняв чотири музичні фільми: «Пісень розмай», «Біла хата в саду» (українські народні й авторські пісні) та з виконанням колядок «Ми принесли Богу дари», «Зірка ясна засіяла», що транслюють тернопільські телеканали ТТБ і TV-4.

## Репертуар
У репертуарі: українські народні пісні, колядки, щедрівки, гаївки, пісні українських композиторів. Гурт виконує також авторські пісні.
Українські народні:
«На поточку прала» [Архівовано 14 липня 2014 у Wayback Machine.], «Козак від'їжджає» [Архівовано 14 липня 2014 у Wayback Machine.], «Ой на горі, на високій» [Архівовано 15 липня 2014 у Wayback Machine.], «Ішов козак потайком» [Архівовано 14 липня 2014 у Wayback Machine.], «Цвіт пахучий білий», «Ой ти, горо кремінная» [Архівовано 14 липня 2014 у Wayback Machine.], «Ой у лісі, на полянці» [Архівовано 14 липня 2014 у Wayback Machine.], «Там, за лісом, за лугом», «Перелаз», «Чого, повстанче, сумний ходиш», «Біла хата в саду», «Ой, напій коня», «Цвіт пахучий білий» та інші.
Коляди:
«Через гори, через доли», «Небо ясні зірки вкрили», «Святая Варвара церкву збудувала», «Там, у полі», «В Вифлеємі радість стала», «А вчора звечора», інші.
Авторські:
«Струмочки», «Шаную тебе», «Тернопільські вечори» [Архівовано 14 липня 2014 у Wayback Machine.], «Ніченька чарівна», «Цвіте горох», «Вишита перлина», «Моя Україна» та інші.